# Robert Scott (Fußballspieler, 1990)
Robert Anthony Scott (* 7. Dezember 1990) ist ein schottisch-hongkonger Fußballspieler.

## Karriere
Robert Scott steht seit dem 1. Juli 2012 beim Hongkong FC in Hongkong unter Vertrag. Wo er vorher gespielt hat, ist unbekannt. 2012 spielte der Verein in der zweiten Liga, der Hong Kong First Division League. Die Saison 2014/15 und 2015/16 wurde man Vizemeister der Liga. 2016/2017 spielte er mit Hongkong in der ersten Liga, der Hong Kong Premier League. Am Ende der Saison belegte man den letzten Tabellenplatz und musste wieder in die zweite Liga absteigen. Die Saison 2020/21 wurde er mit dem Klub Meister der zweiten Liga und stieg somit wieder in die erste Liga auf. Im September 2023 wechselte er für eine Spielzeit zum Hongkonger Zweitligisten Wing Yee FT. Hier bestritt er 22-Ligaspiele. Zu Beginn der Spielzeit 2024/25 schloss er sich im September 2024 dem ebenfalls in der zweiten Liga spielenden Eastern District SA an.

## Erfolge
Hongkong FC
- Hongkonger Zweitligameister: 2017/18, 2020/21
- Hongkonger Zweitligavizemeister: 2014/15, 2015/16, 2018/19